# Эуфрониевые
Эуфрониевые (лат. Euphroniaceae) — небольшое семейство цветковых растений, входящее в порядок Мальпигиецветные (Malpighiales).

## Роды
По информации базы данных The Plant List (на июль 2016) семейство включает 2 рода с 4 видами:
- Euphronia Siebold & Zucc., 1825 — включает 3 вида.
- Lightiodendron — монотипный род, единственный представитель — Lightiodendron guianense (R.H. Schomb.) Rauschert.